# Dacian Cioloș
Dacian Cioloș (Zalău, 27 luglio 1969) è un agronomo e politico rumeno.
Dal 2010 al 2014 è stato commissario europeo per l'agricoltura e lo sviluppo rurale nella commissione Barroso II. A seguito delle dimissioni di Victor Ponta, il 10 novembre 2015 è stato nominato primo ministro della Romania dal presidente della Repubblica Klaus Iohannis, entrando in carica il 17 novembre successivo. Ha guidato il governo rumeno sino alle elezioni legislative in Romania del 2016. Il 4 gennaio 2017 gli è subentrato Sorin Grindeanu.

## Estrazione, formazione e carriera professionale
Cioloș è nato e cresciuto in un villaggio rurale della Transilvania. I suoi nonni erano contadini.
Cioloș si è laureato all'Università di agraria di Cluj-Napoca nel 1994. Successivamente ha ottenuto delle borse di studio dallo stato francese, grazie a cui ha potuto studiare economia dello sviluppo rurale all'École nationale supérieure agronomique di Rennes e all'Università di Montpellier 1, dove ha conseguito un master nel 1997 e un dottorato nel 2006.
Tra il 1991 e il 1996 Cioloș ha svolto degli stages in fattorie biologiche, ha preparato progetti di sviluppo rurale e ha lavorato in una camera di commercio per l'agricoltura in varie zone della Francia. Nel 1997 ha fatto uno stage come economista rurale presso la Commissione europea e nel 2002-2003 ha lavorato presso la delegazione della Commissione europea in Romania, seguendo la realizzazione di un programma di sviluppo rurale e le politiche per la preparazione dell'ingresso del paese nell'Unione europea. Dal 2005 al 2007 Cioloș è stato consigliere del ministero dell'agricoltura della Romania e membro della commissione speciale del Consiglio europeo sull'agricoltura.

## Carriera politica
Dopo l'ingresso della Romania nell'Unione europea nel 2007, Cioloș è stato sottosegretario di stato per gli affari europei dal maggio all'ottobre 2007 e nell'ottobre 2007 è stato nominato ministro dell'agricoltura della Romania nel governo Popescu Tăriceanu II. Ha lasciato l'incarico di ministro dopo la sconfitta della coalizione di governo nelle elezioni politiche del 2008.
All'inizio del 2009 Cioloș ha ripreso a lavorare per la Direzione generale per l'agricoltura e lo sviluppo rurale della Commissione europea e nel luglio di quell'anno il presidente rumeno Traian Băsescu lo ha nominato capo di una commissione annuale incaricata di analizzare politiche per lo sviluppo rurale.

### Commissario europeo

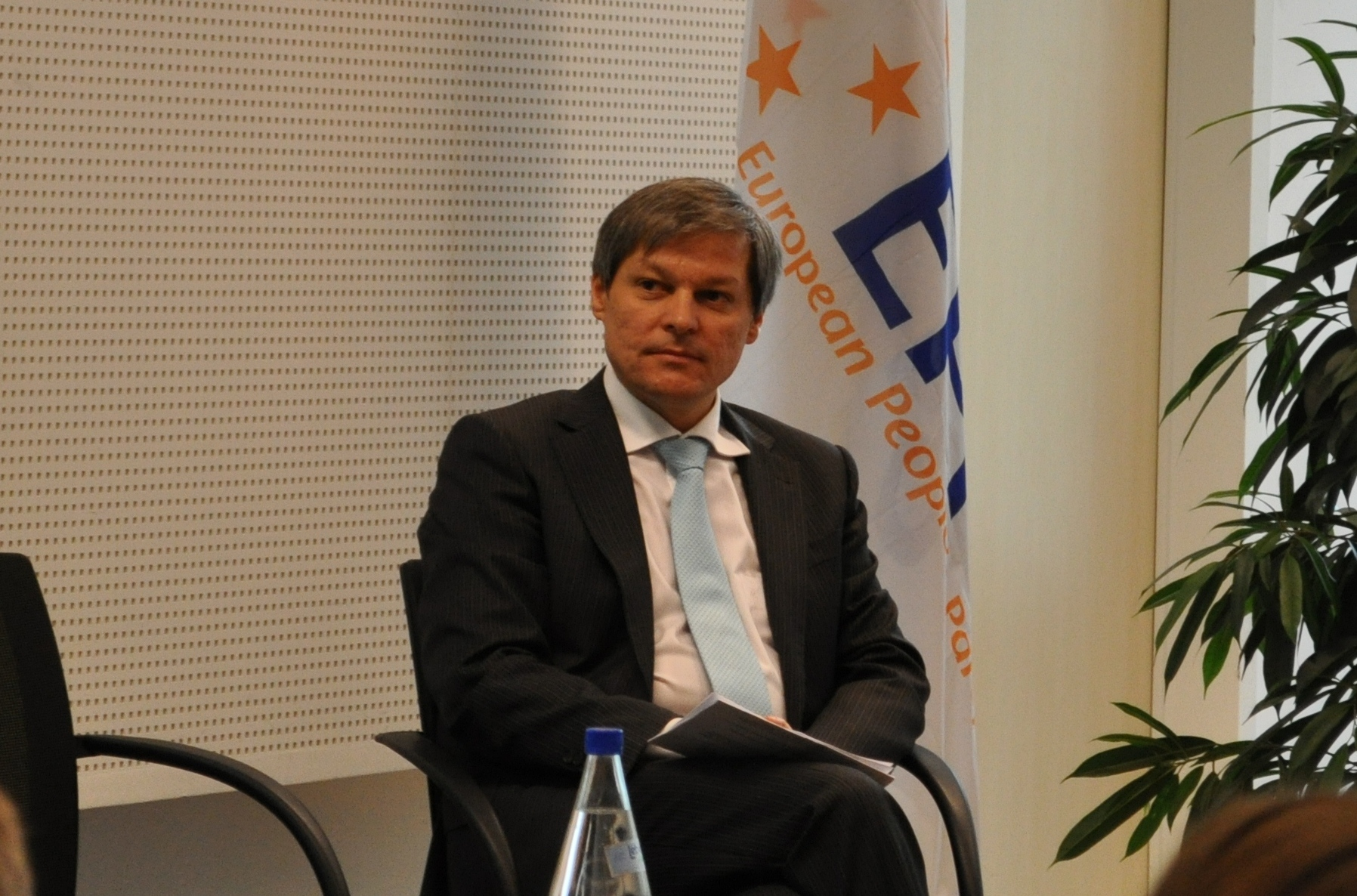
Cioloș nel settembre 2010 in veste di commissario per l'agricoltura

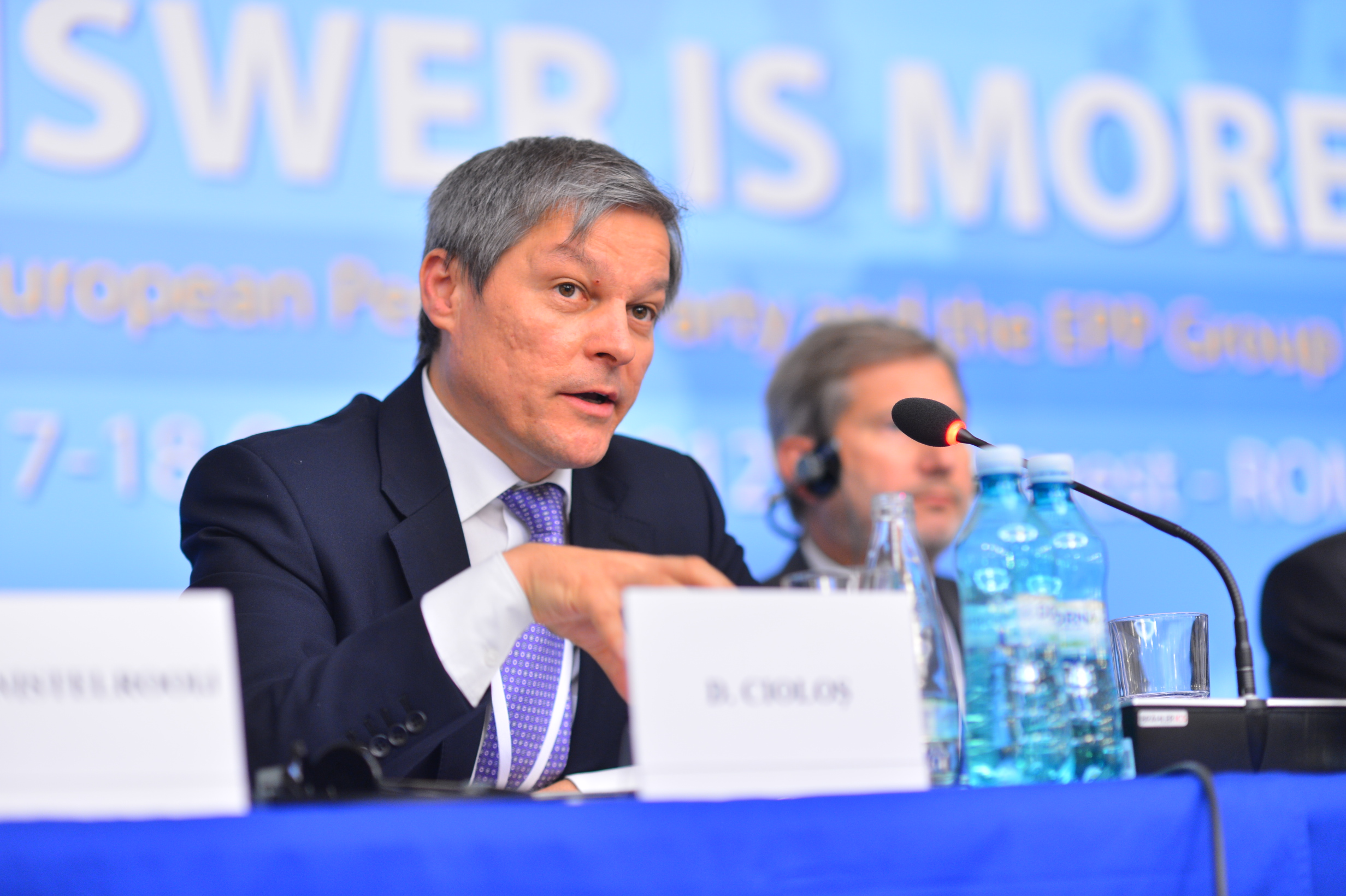
Dacian Cioloș al Congresso del PPE il 17 ottobre 2012

Nell'ottobre 2009 il governo guidato da Emil Boc ha indicato Cioloș come commissario europeo della Romania. Anche se la nomina era sostenuta dal presidente della repubblica Traian Băsescu, Cioloș ha mantenuto un'autonomia significativa e ha goduto di una reputazione particolarmente buona. Nella scena politica rumena Cioloș era indipendente, anche se a livello europeo era affiliato al Partito Popolare Europeo.
Il presidente della commissione José Manuel Barroso ha assegnato a Cioloș il portafoglio dell'agricoltura e dello sviluppo rurale, in virtù delle sue competenze e della sua visione dello sviluppo rurale. Le competenze di Cioloș sono state riconosciute da vari osservatori. La sua nomina, tuttavia, ha sollevato anche delle critiche. Alcuni osservatori temevano infatti che i suoi forti legami con la Francia (rivendicati dallo stesso presidente francese Sarkozy) avrebbero offerto a quest'ultima un'influenza eccessiva sulle politiche agricole dell'Unione europea, mentre altri erano preoccupati per i problemi nella gestione dei fondi comunitari per lo sviluppo rurale verificatisi in Romania.
Cioloș ha indicato come obiettivi per il suo mandato: la tutela del settore agricolo europeo per assicurare sicurezza alimentare, protezione dell'ambiente e conservazione delle campagne, l'aiuto alla lotta contro il surriscaldamento globale e il mantenimento di un livello di vita dignitoso per i contadini. Cioloș ha inoltre promesso un adattamento e delle riforme della politica agricola comune. Il 12 ottobre 2011 ha pubblicato le sue proposte per la revisione della politica agricola europea, in cui sostiene che l'Unione europea dovrebbe raddoppiare la propria produzione agricola entro il 2050.

### Primo ministro della Romania
Nel novembre 2015, dopo le manifestazioni di piazza seguite all'incendio alla discoteca Colectiv di Bucarest che portarono alle dimissioni del premier Victor Ponta, Cioloș fu incaricato dal presidente della repubblica Klaus Iohannis di formare un governo tecnico, che godette dell'appoggio parlamentare trasversale da parte di tutte le forze politiche e traghettò il paese fino alle elezioni legislative del dicembre 2016.
Nell'ottobre 2016 pubblicò la Piattaforma Romania 100, petizione di adesione ad un documento programmatico basato sui valori di onestà, correttezza ed integrità, riguardante l'agenda politica del futuro governo che sarebbe uscito vincitore alle elezioni di dicembre. Contestualmente Cioloș confermò che non avrebbe partecipato alla corsa elettorale, ma si augurava che il suo programma fosse accolto da altri partiti politici. Tra i firmatari della petizione vi furono i partiti di centro e centro-destra Unione Salva Romania (USR) e Partito Nazionale Liberale (PNL) che, in dicembre, ricevettero l'appoggio dichiarato da parte del premier uscente, che invitò l'elettorato a votare per l'uno o per l'altro. Alle elezioni, tuttavia, si registrò il successo della coalizione di centro-sinistra del Partito Social Democratico (PSD) con la nomina del nuovo primo ministro Sorin Grindeanu, che abbandonò le proposte di Cioloș.

### Ritorno in politica

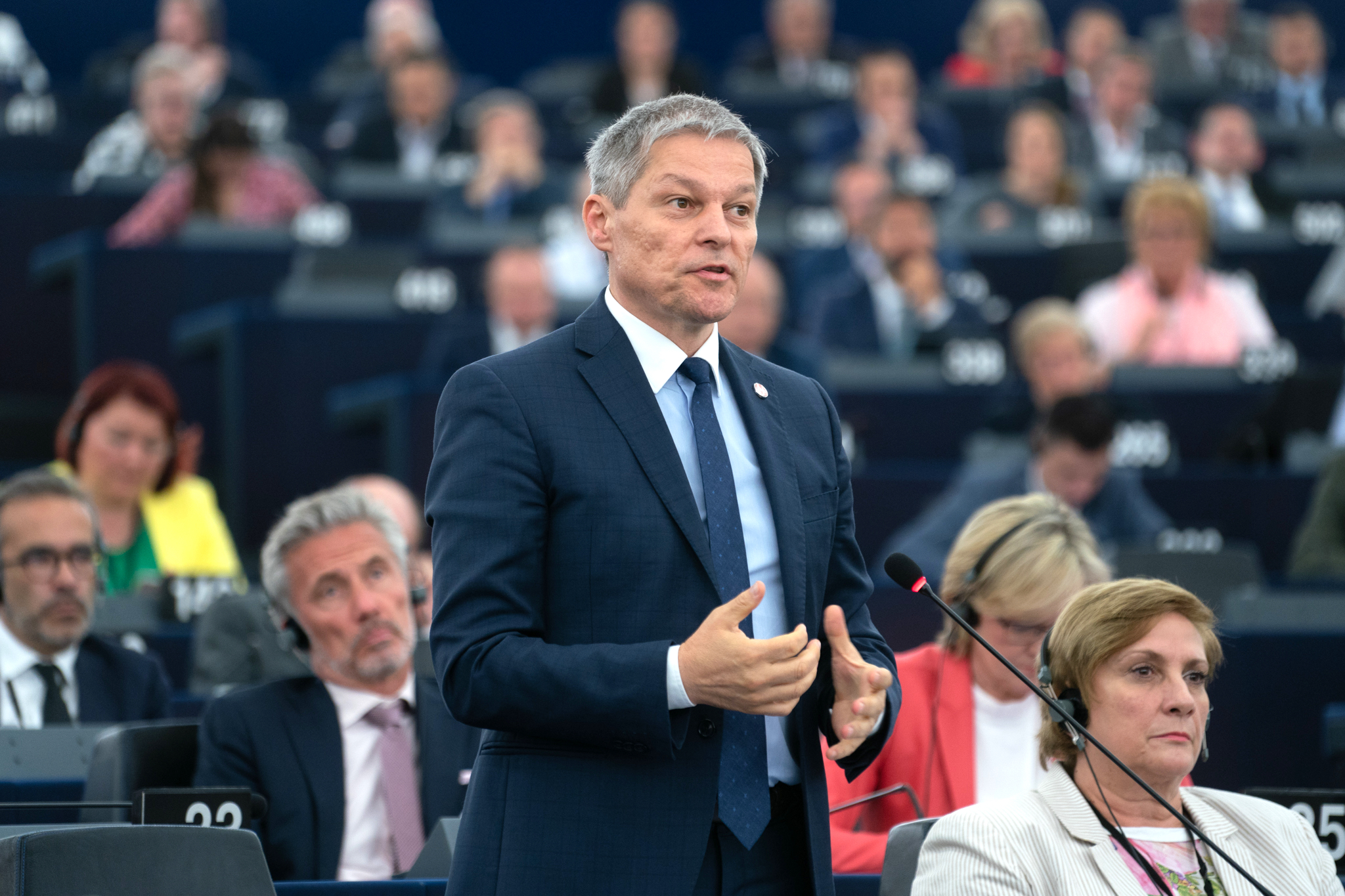
Discorso di benvenuto di Dacian Cioloș a nome del gruppo Renew Europe al Parlamento europeo

Nel dicembre 2017 annunciò che, per rispondere alle necessità del paese, la piattaforma civica Romania 100 non era più sufficiente e che da questa si sarebbe sviluppato un partito politico. Il 30 marzo 2018, quindi, nel corso di una conferenza stampa dichiarò di aver trasmesso al tribunale di Bucarest i documenti per la registrazione del Movimento Romania Insieme (Mișcarea România Împreună, MRI). Nel corso del 2018 il partito crebbe costantemente nei sondaggi (8% al mese di giugno).
La formazione, però, non fu ufficialmente registrata presso le autorità per via di ritardi dovuti a motivi burocratici. Continui reclami e rinvii delle udienze presso il tribunale di Bucarest, infatti, nel dicembre 2018 spinsero l'ex premier a rinunciare al MRI e ad appoggiarsi ad un'altra formazione fondata da suoi sostenitori, il Partito della Libertà, dell'Unità e della Solidarietà (PLUS).
Il 26 gennaio 2019 nel corso della prima convention nazionale del PLUS Cioloș, unico candidato alla funzione, fu ufficialmente eletto presidente con i voti di 1.544 dei 1.557 delegati del partito (pari al 99,17% di voti favorevoli, a fronte di 7 voti contrari e 6 astenuti). Nel febbraio 2019 siglò con l'Unione Salva Romania un'alleanza, che impegnava le due formazioni a concorrere su liste comuni alle elezioni europee del 2019. Eletto al Parlamento europeo, è stato nominato capogruppo del nuovo gruppo liberale Renew Europe.

## Vita personale
Cioloș è sposato con un'agronoma francese.